# Yoriko Okamoto
Yoriko Okamoto (岡本 依子 (Okamoto Yoriko?); Osaka, 6 settembre 1971) è un'ex taekwondoka giapponese.

## Palmarès

### Olimpiadi
- 1 medaglia:
  - 1 bronzo (Sydney 2000 nei 67 kg)

### Giochi asiatici
- 1 medaglia:
  - 1 bronzo (Bangkok 1998 nei pesi leggeri)

### Campionati asiatici
- 4 medaglie:
  - 2 argenti (Manila 1994 nei pesi welter; Melbourne 1996 nei pesi welter)
  - 2 bronzi (Ho Chi Minh 1998 nei pesi welter; Bangkok 2006 nei pesi welter)